# 90.ª Brigada Mixta (Ejército Popular de la República)
La 90.ª Brigada Mixta fue una unidad del Ejército Popular de la República creada durante la Guerra Civil Española. A lo largo de la contienda estuvo destinada en el frente de Guadalajara, sin tener un papel relevante.

## Historial
La unidad fue creada en mayo de 1937, en el frente de Guadalajara, con el batallón «Mangada» n.º 15, el segundo batallón de la 35.ª Brigada Mixta bis y dos batallones formados por reclutas. El primer comandante de la unidad fue el mayor de milicias Arturo Zanoni Baniotto, con el comunista Luis Díez Pérez de Ayala como comisario político. La unidad quedó integrada en la 12.ª División del IV Cuerpo de Ejército, cubriendo el sector comprendido entre el Monte Trapero y el río Sorbe. Durante la mayor parte de la contienda permaneció en el frente de Guadalajara, sin intervenir en operaciones militares de relevancia.
En marzo de 1939, durante el llamado golpe de Casado, algunos de sus efectivos formaron parte de la potente columna que —al mando del mayor de milicias Liberino González— marchó sobre Madrid en apoyo de las fuerzas «casadistas». Tras el final de los combates regresó al frente de la Alcarria, donde permaneció hasta el final de la guerra.

## Mandos
Comandantes
- Mayor de milicias Arturo Zanoni Baniotto;
- Mayor de milicias José Sánchez Hernández;
- Mayor de milicias Cruz Nicolás Arévalo;

Comisarios
- Luis Díez Pérez de Ayala, del PCE;[4]
- M. Alcalá;
- Eduardo Pretel Guzmán;

Jefes de Estado Mayor
- capitán José López Gento;
- capitán José Alegre Ramos;